# 克洛西厄港
克洛西厄港（英語：Clothier）是南極洲的海港，位於南設得蘭群島的羅伯特島西北岸，處於該島西端東北面3公里，在1820年左右由美國捕海豹者命名，現時由南極條約體系管理。